# Kormîlcea, Cemerivți
Kormîlcea (în ucraineană Кормильча) este localitatea de reședință a comunei Kormîlcea din raionul Cemerivți, regiunea Hmelnîțkîi, Ucraina.

## Demografie
Componența lingvistică a localității Kormîlcea
     Ucraineană (98,62%)
     Rusă (1,38%)
Conform recensământului din 2001, majoritatea populației localității Kormîlcea era vorbitoare de ucraineană (98,62%), existând în minoritate și vorbitori de rusă (1,38%).